# Heinz Sundt
Heinz Sundt (* 13. Oktober 1947 in Wien) ist ein österreichischer Manager. Von 2000 bis 2006 war er Chef der Telekom Austria AG.

## Leben
Heinz Sundt studierte in Wien an der Hochschule für Welthandel. Seine berufliche Laufbahn begann er 1967 bei der Österreichischen Länderbank. Von 1969 bis 1986 war Heinz Sundt bei IBM im Marketing tätig. Ab 1986 wurde er im Bereich Telekom- und Netzwerk-Services eingesetzt. 1989 wechselte Sundt als Marketing- und Vertriebsleiter zur Neupack GmbH, einer Tochtergesellschaft des Verpackungskonzerns Mayr-Melnhof Karton.
Von 1996 bis 2000 war Heinz Sundt Leiter der Mobilkom Austria AG, der Mobilfunksparte der Telekom Austria AG. Im April 2000 wurde Sundt dann von den Aktionären zum Vorstandsvorsitzenden und Generaldirektor von Telekom Austria gewählt. Sein Vertrag sah eine Amtszeit von sieben Jahren vor; jedoch trat Sundt nach langen Querelen um seine Person bereits im Frühjahr 2006 zurück. Sein Nachfolger wurde Boris Nemšić.

## Auszeichnungen
- 2002: Großes Silbernes Ehrenzeichen für Verdienste um die Republik Österreich[1]